# Iğdır (provins)

Karta över Turkiet med Iğdır markerat.

Iğdır är en provins i den östra delen av Turkiet. Den har totalt 168 634 invånare (2000) och en area på 3 588 km². Provinshuvudstad är Iğdır. "Uttalas 'öhdör'".